# Elis Eriksson (möbelsnickare)
Elis Eriksson, egentligen Elias Eriksson och även känd som Elis i Taserud, född 13 april 1856 i Arvika församling,  död 8 oktober 1936 på samma ort, var en svensk möbelsnickare och lokalt uppskattad humorist.
Tillsammans med bröderna Ola, Christian och Karl drev han den av fadern grundade Bröderna Erikssons Möbelverkstad i Taserud.

## Biografi
Efter lärlingsår hos fadern, möbelsnickare Erik Olsson, utbildade han sig i Stockholm och Kristiania (Oslo) och återvände sedan och gick in i familjens firma. Där hade han ansvaret för försäljningen. I verkstaden var han huvudsakligen sysselsatt i svarvstolen. 
Utifrån ritningar av bland annat Ragnar Östberg, Carl Westman och Ivar Tengbom tillverkade bröderna jugendmöbler som blev kända för sin kvalitet i Sverige och övriga Europa. På världsutställningen i Chicago 1893 fick man en bronsplakett för ett skåp med sniderier, men det verkliga genombrottet kom vid Stockholmsutställningen 1897. 
Elis Eriksson är känd under bygdenamnet Elis i Taserud (ibland skrivet  Tasere) som huvudperson i ett stort antal anekdoter, som samlats och utgivits flera gånger. Dessa mynnar genomgående ut i en slagfärdig replik, som tillskrivits Elis i Taserud. Genom anekdoterna, vars autenticitet inte alltid är klarlagd, framstår han som en originell men vänlig och social person.

## Familj
Elis Eriksson var aldrig gift. Han var far till skulptören Elis Eriksson (1906–2006). Denne växte upp som fosterbarn i en stockholmsfamilj och hade aldrig någon kontakt med sin far.
Elis Eriksson är gravsatt tillsammans med föräldrar och syskon på Arvika kyrkogård.

## Minnesmärke
På Torggatan, som är en gågata i Arvika, står Elis Eriksson staty med sin cykel. Skulpturen Elis i Tasere av konstnären Herman Reijers är från 1986.

## Verk i urval
- Villa Mullberget, Stockholm, interiöra kolonner, 1909[14]